# ناسیمینتو
ناسیمینتو (به اسپانیایی: Nacimiento) دهستانی در استان آلمریای اسپانیا است.
در این دهستان ۴۶۷ نفر زندگی می‌کنند. مساحت این دهستان ۸۱ کیلومتر مربع است.